# Eekenissepolder
De Eekenissepolder (ook wel Eeckenissepolder of Eeckenisse genoemd) is een polder in de gemeente Hulst. De bijna ringvormige polder ligt ten zuidoosten van het dorp Lamswaarde, tussen de buurtschap/polder Vitshoek en buurtschap Roverberg. Ze heeft een oppervlakte van 67 ha.

## Geschiedenis
De Eekenissepolder is aangelegd in de 13e eeuw. Ze is ingepolderd door de monniken van de Abdij van Baudeloo. Uit een oorkonde van 1237 blijkt dat abt Diederik en de kloostergemeenschap van Baudeloo na scheidsrechterlijke uitspraak een regeling treffen met ridder Boudewijn van Bergh, als plaatsvervanger van Hugo, kastelein van Gent, omtrent het bezit en de kostenverdeling der bedijkte gronden van Eeckenisse. Waar de naam Eeckenisse vandaan komt vermeldt de oorkonde niet, maar hoogstwaarschijnlijk was het een veldnaam.

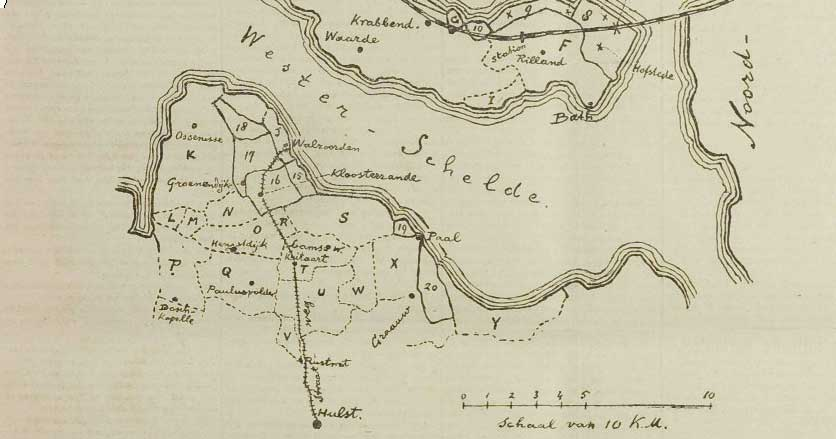
Detail van een kaartje van de overstroming in 1906. De overstroomde polders zijn met een cijfer aangegeven, de bedreigde polders met een letter. Bij de U onder meer de Eeckenissepolder.

Tijdens het Twaalfjarig Bestand, toen de omliggende geïnundeerde gebieden weer werden ingepolderd, werd in 1615 ook een dam bij Eekenisse aangelegd.
Bij de stormvloed van 1906 liep ook de Eeckenissepolder gevaar om te worden overstroomd. Op een getekend kaartje in de Middelburgsche Courant van 24 maart 1906 staan de polders Eeckenisse, Vitshoek, Oude Land en Hoof en Stoof aangegeven met de letter U (zie afbeelding).

## Veldnaam
De veldnaam Eeckenisse komt voor op meerdere kaarten in de 19e eeuw. Nog steeds bestaat er enige bebouwing langs de betreffende landweg, die de naam Eeckenisseweg draagt. Google Maps geeft Eeckenisse als Eekenissepolder aan.
Stad: Hulst

Dorpen: Clinge · Graauw · Heikant · Hengstdijk · Kapellebrug · Kloosterzande · Kuitaart · Lamswaarde · Nieuw-Namen · Ossenisse · Sint Jansteen · Terhole · Vogelwaarde · Walsoorden

Buurtschappen: Absdale · Baalhoek · Boschkapelle · Catalijnenweg · Delft · Drie Hoefijzers · Duivenhoek · De Eek · Emmadorp · Fluitershoek · Groenendijk · Halfeind · Hoefkesdijk · Hoek en Bosch · 't Hoekje · 't Jagertje · Kalverdijk · Kampen · Kamperhoek · Keizerrijk · De Knapaf/Droogedijk · Knuitershoek · Koelewei · Koningsdijk · De Kraai · Krabbenhoek · Kreverhille · Kruisdorp · Kruispolderhaven · Kruisweg · Het Lammetje · Luntershoek · Margret · Margretschedijk · Molenhoek · Molenhoek · Muggenhoek (deels) · Noordstraat · Het Oliekot · Oostdijk · Ossenhoek · Oude Kaai · Oudemolen · Oude Stoof · Paal · Patrijzendijk · Patrijzenhoek · Pauluspolder · Perkpolder · Prosperdorp · De Rape · Roskam · Roverberg · Ruischendegat · Rustwat · Saswijk · Schapershoek · Scheldevaartshoek · Schuddebeurs · Sluis/Drie Gezusters · Statenboom · Stoppeldijk (Rapenburg) · Stoppeldijkveer (deels) · Strooienstad · Tasdijk · Tivoli · Tragel · Verkorting · Vijfhoek · Vogelfort · Walenhoek · Zandberg · Zeedorp · Zeegat

Historische plaatsen: Boerenmagazijn · Eekenissepolder · Klein Kuitaart · Vitshoek

Zeeland: Steden en dorpen in Zeeland      Nederland: Provincies · Gemeenten
Burghpolder · Clinge- en Kieldrechtpolders · Clingepolder · Dullaertpolder · Eekenissepolder · Graauwsche Polders · Havenpolder · Hertogin Hedwigepolder · Hoof- en Molenpolder · Hooglandpolder · Kieldrechtpolders · Kievitpolder · Kleine Molenpolder · Koningin Emmapolder · Langendampolder · Louisapolder · Mariapolder (Hulst) · Melopolder · Mispadpolder · Molenpolder (Hulst) · Nijspolder · Noordhofpolder · Oude Graauwpolder · Oudelandpolder · Polders tussen Lamswaarde en Hulst · Polders van Hontenisse en Ossenisse · Saaftingepolders · Saeftingepolder · Ser-Pauluspolder · Stoofpolder · Van Alsteinpolder · Vitshoek · Willem-Hendrikspolder · Zandpolder · Zoutepolder